# Jardim Guilhermina

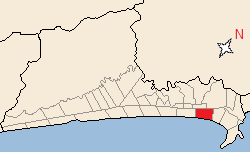
Localização do bairro no município de Praia Grande.

Guilhermina ou Jardim Guilhermina é um bairro do município de Praia Grande (São Paulo), Brasil.
Nele fica a "Feirinha", um Espaço Multicultural com uma Feira Permanente de Artesanatos e Praça de Alimentação na Praça de Portugal.[carece de fontes?]

## Praças administrativas do Jardim Guilhermina
- Aeroclube
- Anchieta
- Babilônia
- Cidade Azul
- Ciro Carneiro
- Feirinha (Praça Portugal)
- Praça das Bandeiras
- Praça do Barco
- São Judas